# Повіт Аґава
Пові́т Аґа́ва (яп. 吾川郡, あがわぐん, МФА: [agawa guɴ]) — повіт в префектурі Коті, Японія. Станом на 1 липня 2012 року його площа становила 803,67 км². Населення складало 30 426 осіб, а густота населення — 37,9 осіб/км². До складу повіту входять містечка Іно та Нійодоґава.